# Chiesa di Mosè e Aronne

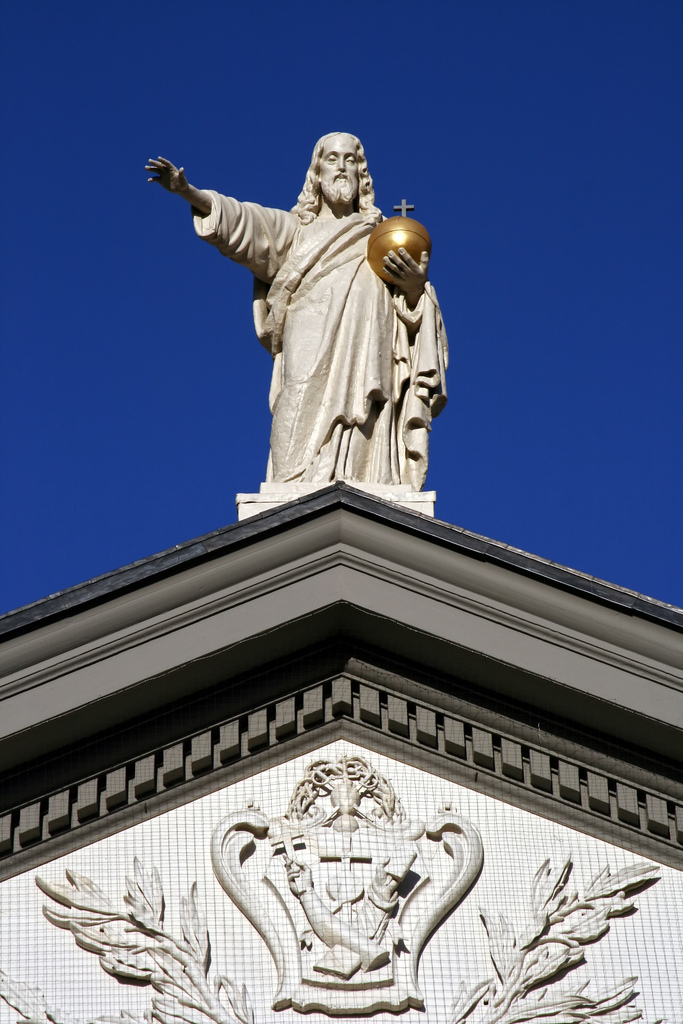
Scultura nella facciata della chiesa

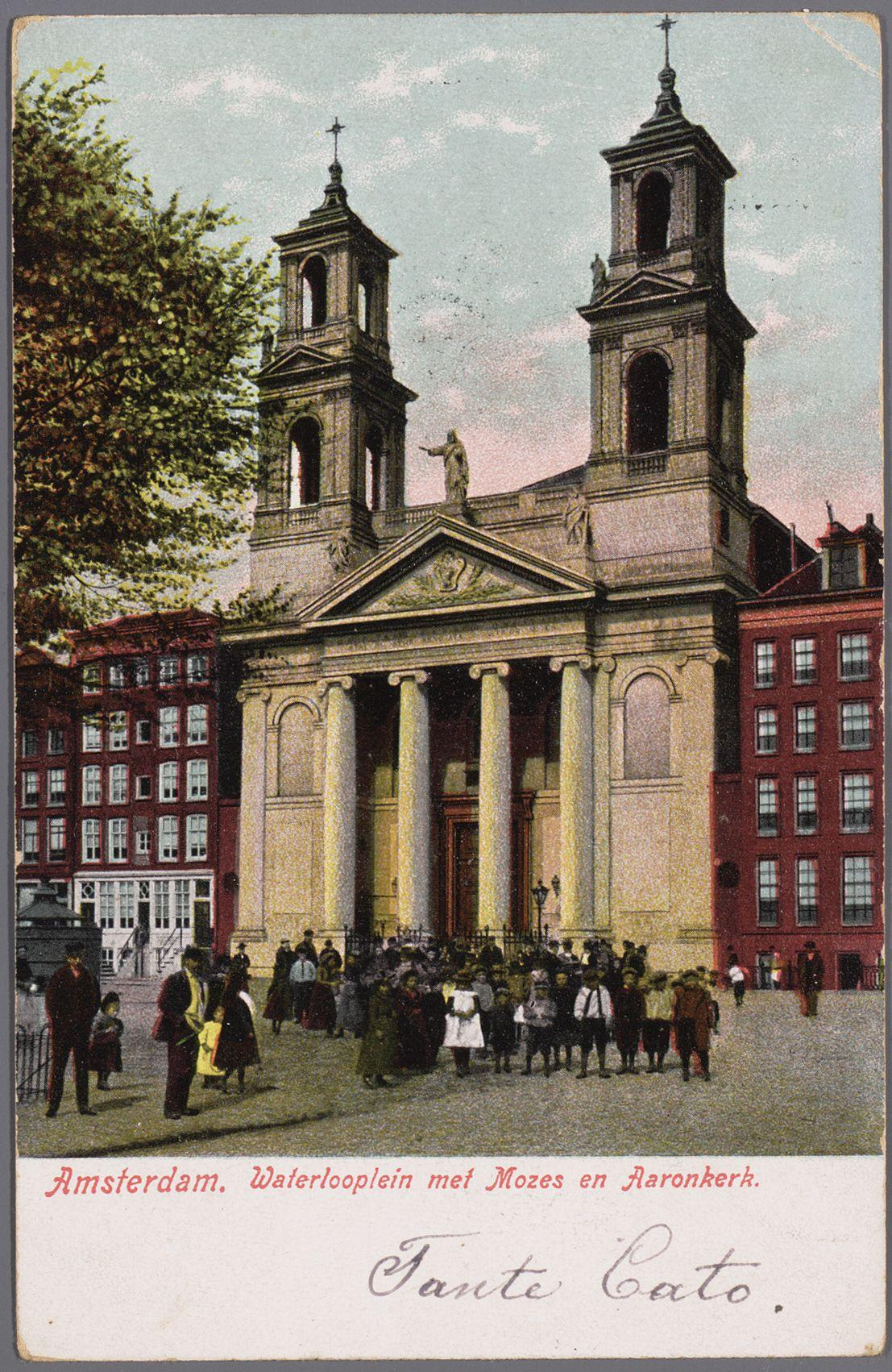
La chiesa di Mosè e Aronne in un'illustrazione degli inizi del XX secolo

La chiesa di Mosè e Aronne (in olandese: Mozes en Aäronkerk), il cui nome ufficiale è chiesa romano-cattolica di Sant'Antonio da Padova (in olandese: Rooms-Katholieke kerk St. Anthonius van Padua), è uno storico edificio religioso in stile neoclassico di Amsterdam,  situato nella Waterlooplein e costruito tra il 1837 e il 1841 su progetto dell'architetto Tieleman Franciscus Suys.
L'edificio è classificato come rijksmonument nr. 6305.

## Storia
La costruzione della chiesa, progettata dall'architetto Suys e che ebbe inizio nel 1837, venne realizzata nel luogo dove sorgevano due abitazioni di famiglie ebree, utilizzate come chiese clandestine.
La chiesa venne in seguito intitolata dai francescani a Sant'Antonio da Padova. La chiesa mantenne tuttavia, probabilmente per via delle sue origini, una doppia denominazione, ovvero quella ufficiale e quella popolare, che fa riferimento alle due chiese clandestine preesistenti.
Dal 1969 al 2014, la chiesa venne utilizzata dalla Mozeshuis come aula per riunioni. In seguito a partire dal settembre del 2014, venne utilizzata dalla comunità di Sant'Egidio.

## Descrizione
La chiesa di Mosè e Aronne è situata al nr. 207 della Waterlooplein, nei pressi dell'incrocio tra la Joodenbreestraat e la Valkerburgerstraat.
La facciata è sorretta da due torri gemelle in legno.  Le torri sono state dipinte in modo tale da sembrare costruite in arenaria.
Sopra l'ingresso della chiesa, è presente una statua raffigurante San Francesco d'Assisi, mentre nella parete sul retro, si trova una raffigurazione di Mosè e Aronne, un tempo presente nella facciata principale.
All'interno della chiesa si trova un organo realizzato nel 1871 da P.J. Adema.